# スタジオあんなぷる
スタジオあんなぷるとは、かつて存在していた日本のアニメ制作会社である。

## 概要・沿革
『あしたのジョー2』の制作をきっかけとして、同作に専念したいとする出崎統と杉野昭夫が運営方針をめぐり所属するマッドハウスと袂を分かって独立。マッドハウスのアニメーターらを含む10名で1980年10月に有限会社として設立した。スタジオ名は、英語で1つのリンゴの意味の「an apple」から。代表は出崎と杉野。1980年当時は東京都杉並区善福寺2丁目が所在地だった。

## 主な出身者
- 出崎統（1980年-2011年）[4]
- 杉野昭夫（1980年-）[4]
- 竹内啓雄[4][5]
- 大賀俊二（1980年-）[4]
- 大橋学（1980年-）[6]
- 中村隆太郎（1980年-）[4]
- 森本晃司（1980年-）[4]
- 福島敦子（1980年-）[4][7]
- 大塚伸治（1980年-）[8]
- 杉野左秩子（1980年-）[4]
- 塚田信子（1980年-）[4]
- 青山純子（1980年-）[4]
- 出崎恭子（1982年-）
- 安藤真裕（1986年 - 1991年）[9]
- 近藤勝也（1983年 - 1985年）[10][11]）
- 須藤昌朋